# Rolo Díez
Pour les articles homonymes, voir Diez.
Rolo Díez, né à General Viamonte, dans la province de Buenos Aires, en 1940, est un écrivain argentin, auteur de roman policier.

## Biographie
Après avoir amorcé des études universitaires en droit à Buenos Aires, il bifurque vers la psychologie et le cinéma. Pendant ce temps, il milite dans un groupuscule politique proche des péronistes visant à la libération du pays par les armes. En novembre 1971, il est arrêté et incarcéré pendant plusieurs années dans un centre de détention de Villa Devoto, un quartier du nord-ouest de Buenos Aires, puis successivement dans les provinces de Chaco et de Chubut. En prison, il se radicalise et adhère au Parti révolutionnaire des travailleurs, fondé par Mario Roberto Santucho (es). En mai 1973, il est libéré grâce à l'amnistie décrétée par le président Héctor José Cámpora et reprend ses activités politiques qui le contraignent à l'exil en 1977. Il se rend en Europe et survit en France, en Italie et en Espagne grâce à une série de petits emplois mal rémunérés. Il s'installe à Mexico en 1980 et travaille comme scénariste d'émissions de télévision et de bandes dessinées. Il devient ensuite responsable des pages de politique internationale du quotidien mexicain El Día.
À la fin des années 1980, il se lance dans l'écriture. Los compañeros (1987), son premier ouvrage, est un récit en grande partie autobiographique qui revient sur la situation politique en Argentine dans les années 1970.
L'auteur aborde le roman policier, auquel il infuse une bonne dose d'ironie, avec Vladimir Ilitch contre les uniformes (1989), où plusieurs meurtres et enlèvements sont perpétrés sous le régime de la dictature militaire dans le Buenos Aires de 1977. Avec la crise économique de 1989 en toile de fond, Le Pas du tigre (1992) évoque la corruption des hauts dirigeants de la police impliqués dans un trafic de prostituées. Une galerie de personnages aussi désenchantés que cocasses brosse dans ce récit choral une fresque impitoyable de la société argentine de l'époque. Dans L'Effet tequila (1992) apparaît le policier Carlos Hernández, qui revient dans Poussière du désert (2001). Bigame, proxénète, maître-chanteur et ami des truands, c'est un bon père de famille et un agent de l'ordre qui, ironiquement, est soucieux de bien faire son métier. Ainsi n'hésite-t-il pas à payer de sa poche des collaborateurs pour faire toute la lumière sur une série d'assassinats visant des pornographes.
Selon Claude Mesplède, Lune d'écarlate (1994) est le chef-d'œuvre de Rolo Díez.  À Mexico, Scarlett, une grande adepte de la littérature à l'eau de rose, croit encore au prince charmant, en dépit d'un divorce et d'une vie sexuelle qui tourne à vide. Quand elle rencontre Julio Cesar, elle est persuadée qu'il incarne le héros de ses rêves. Mais cet ancien malfrat, devenu indicateur de la police, s'avère plutôt un misérable petit sadique qui incendie et torture pour le compte d'un gouvernement néolibéral et corrompu qui ne recule devant rien pour se maintenir au pouvoir. Lune d'écarlate s'est vu décerner le prix Dashiell Hammett et le prix Semena Negra.  

## Œuvre

### Romans

#### Série policièreCarlos Hernández
- Mato y voy (1992) Publié en français sous le titre L'Effet tequila, Paris, Gallimard, Série noire no 2419, 1996 ; réédition, Paris, Gallimard, Folio policier no 147, 2000
- La vida que me doy (2001) Publié en français sous le titre Poussière du désert, Paris, Gallimard, Série noire no 2624, 2001
- Matamujeres (2005) Publié en français  sous le titre Éclipse de lune, Paris, Fayard, collection Fayard noir ,2007

#### Autres romans
- Los compañeros (1987)
- Vladimir Ilič contra los uniformados (1989) Publié en français sous le titre Vladimir Ilitch contre les uniformes, Paris, Gallimard, La Noire, 1992
- Paseo del tigre (1992) Publié en français sous le titre Le Pas du tigre, Paris, Gallimard, La Noire, 1994
- Luna de escarlata (1994) Publié en français sous le titre Lune d'écarlate, Paris, Gallimard, La Noire, 1998
- Papel Picado (2003)
- Mira con los ojos bien abiertos (2003) Publié en français sous le titre In Domino Veritas, Paris, Gallimard, Série noire no 2693, 2003
- Dos mil y una noches (2009) Publié en français sous le titre Les 2001 nuits, Paris, Payot & Rivages, Rivages/Noir no 772, 2010
- El mejor y el peor de los tiempos. Como destruyeron al PRT- ERP (2010)

### Littérature d'enfance et de jeunesse
- La carabina de Zapata (2004)

### Recueils de nouvelles
- Gatos de azotea et Una baldosa en Valle de la Muerte (1992) Publié en français sous le titre Chats de gouttière, suivi de Une stèle dans la vallée de la mort, Paris, Gallimard, Série noire no 2514, 1998
- Gambito de dama y El aguantadero (1998) Publié en français sous le titre Gambit de dame, suivi de Le Refuge, Paris, Gallimard, Série noire no 2733, 2005

### Nouvelle isolée
- Soleil noir (2005) Publié en français sous le titre Soleil noir, Paris, Liber Niger/Six pieds sous terre, 2005

### Essai
- Vencer o morir (2004)

### Chroniques
- Nota roja 70-79 (1993)

## Sources
- Claude Mesplède (dir.), Dictionnaire des littératures policières, vol. 2 : J - Z, Nantes, Joseph K, coll. « Temps noir », 2007, 1086 p. (ISBN 978-2-910-68645-1, OCLC 315873361), p. 596-597.